# Graben (Wien)

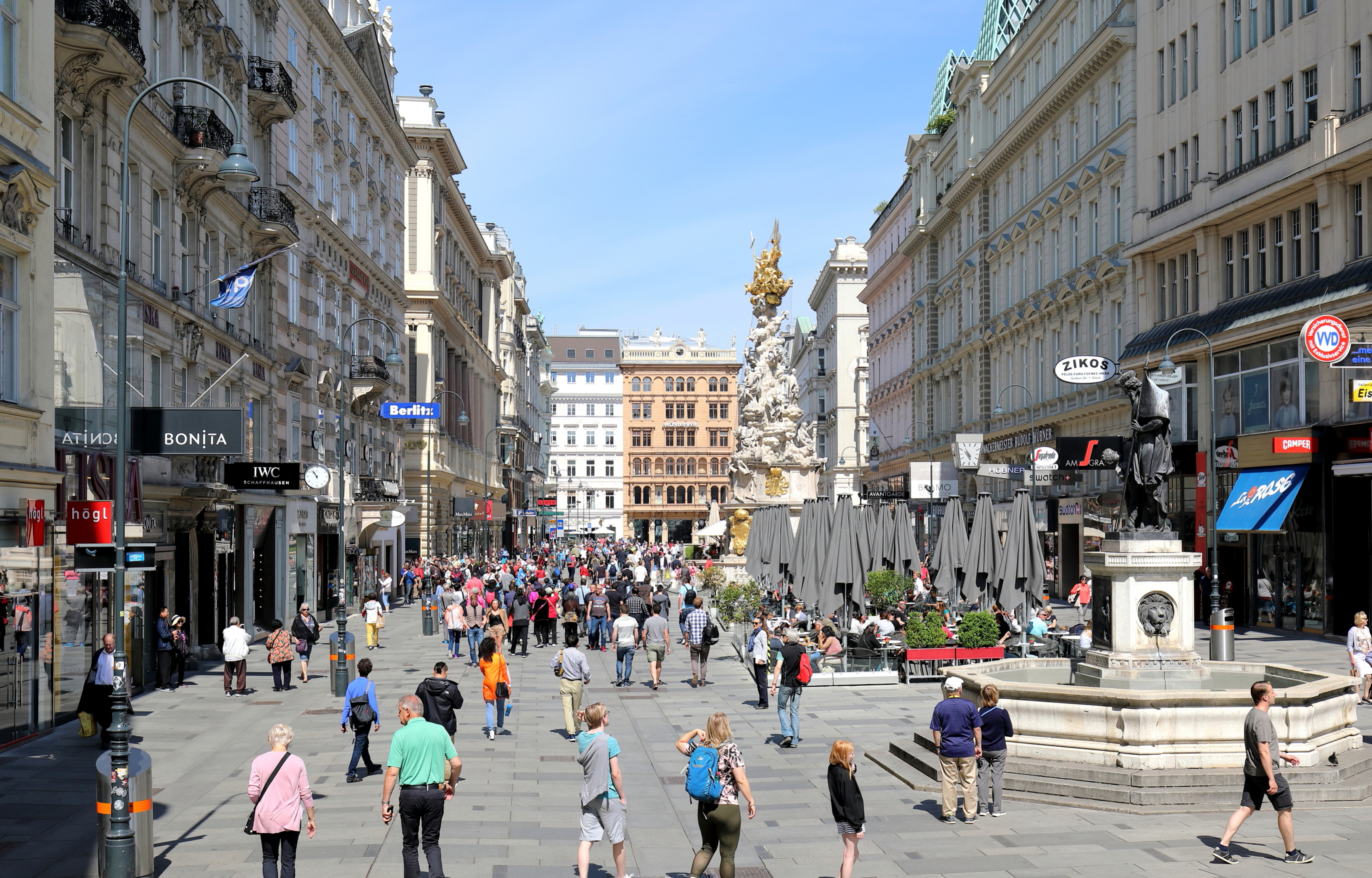
Der Graben mit dem Leopoldsbrunnen im Vordergrund

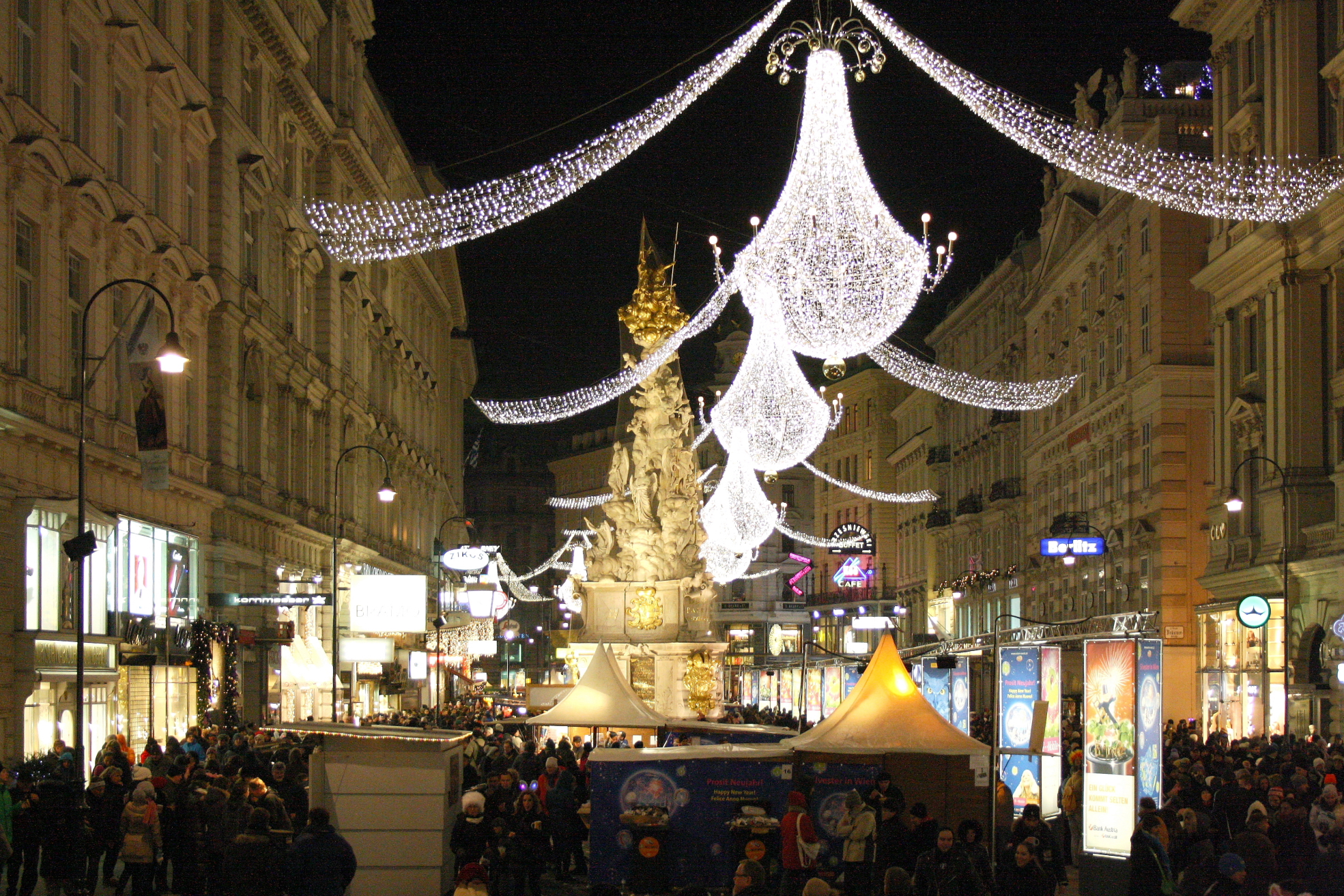
Der Graben mit festlicher Advent-Beleuchtung

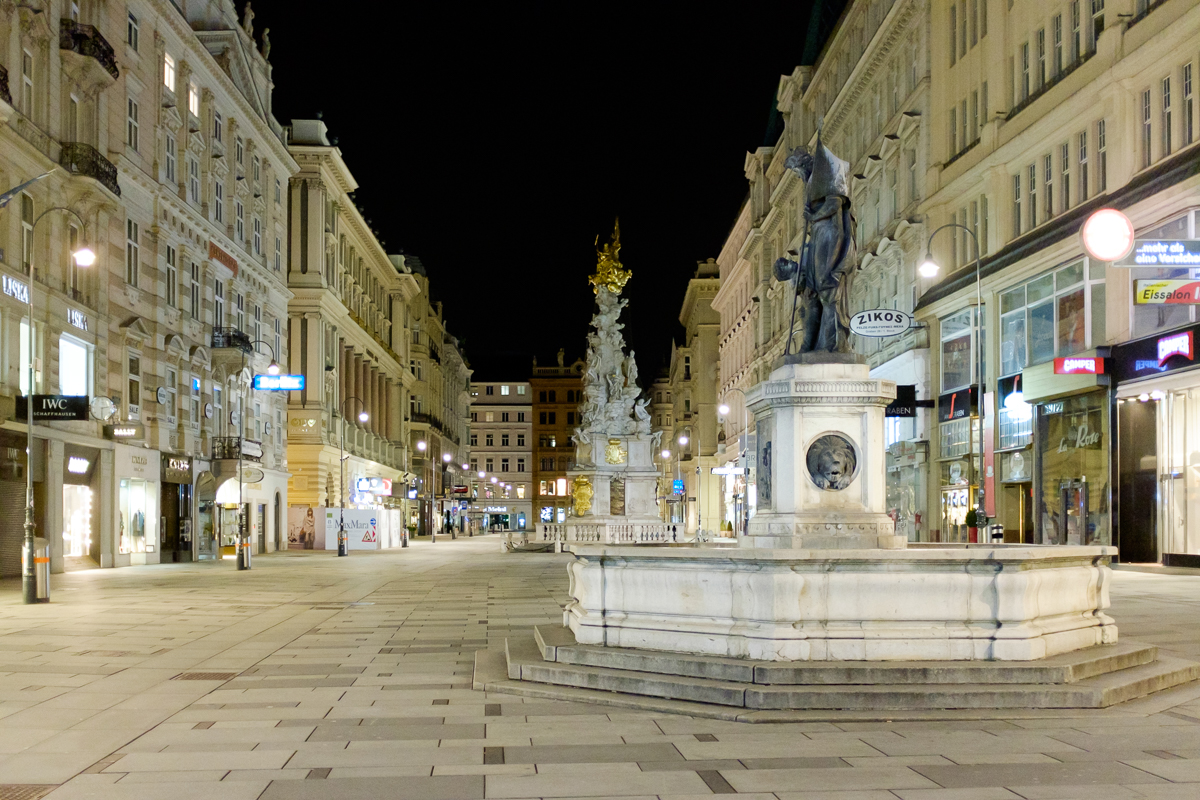
Der Graben bei Nacht

Der Graben ist einer der bekanntesten Plätze im Zentrum der Wiener Innenstadt, des 1. Bezirks. Er zieht sich vom Stock-im-Eisen-Platz / Stephansplatz (mit dem Stephansdom) beim Beginn der Kärntner Straße aus und führt Richtung Nordwesten zur Querachse Kohlmarkt–Tuchlauben. Vom Graben, der als Fußgängerbereich gestaltet wurde, zweigen schmale historische Gassen ab. Er fungiert als luxuriöse Einkaufs- und Flaniermeile und bildet mit der Kärntner Straße und dem Kohlmarkt das „Goldene U“ des Wiener Handels.

## Straßengeschichte

### Die Entstehung des Grabens

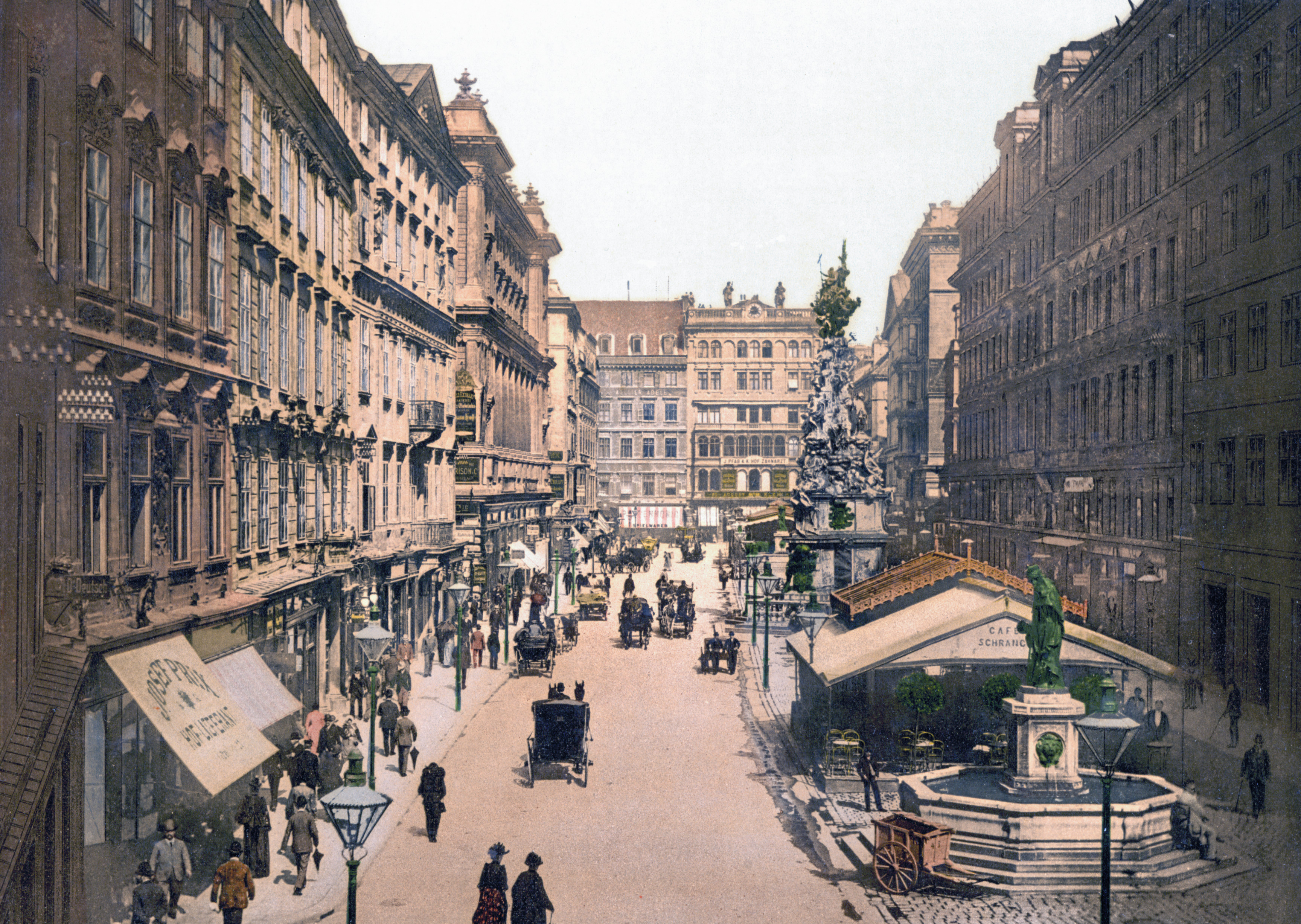
Der Graben um 1900

Der Graben 1821 (Georg Christian Wilder)

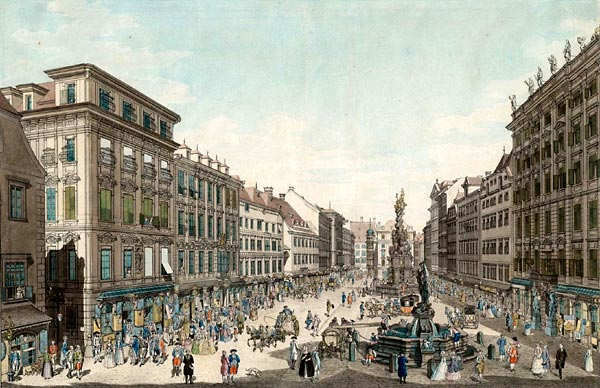
Der Graben 1781 (Carl Schütz)

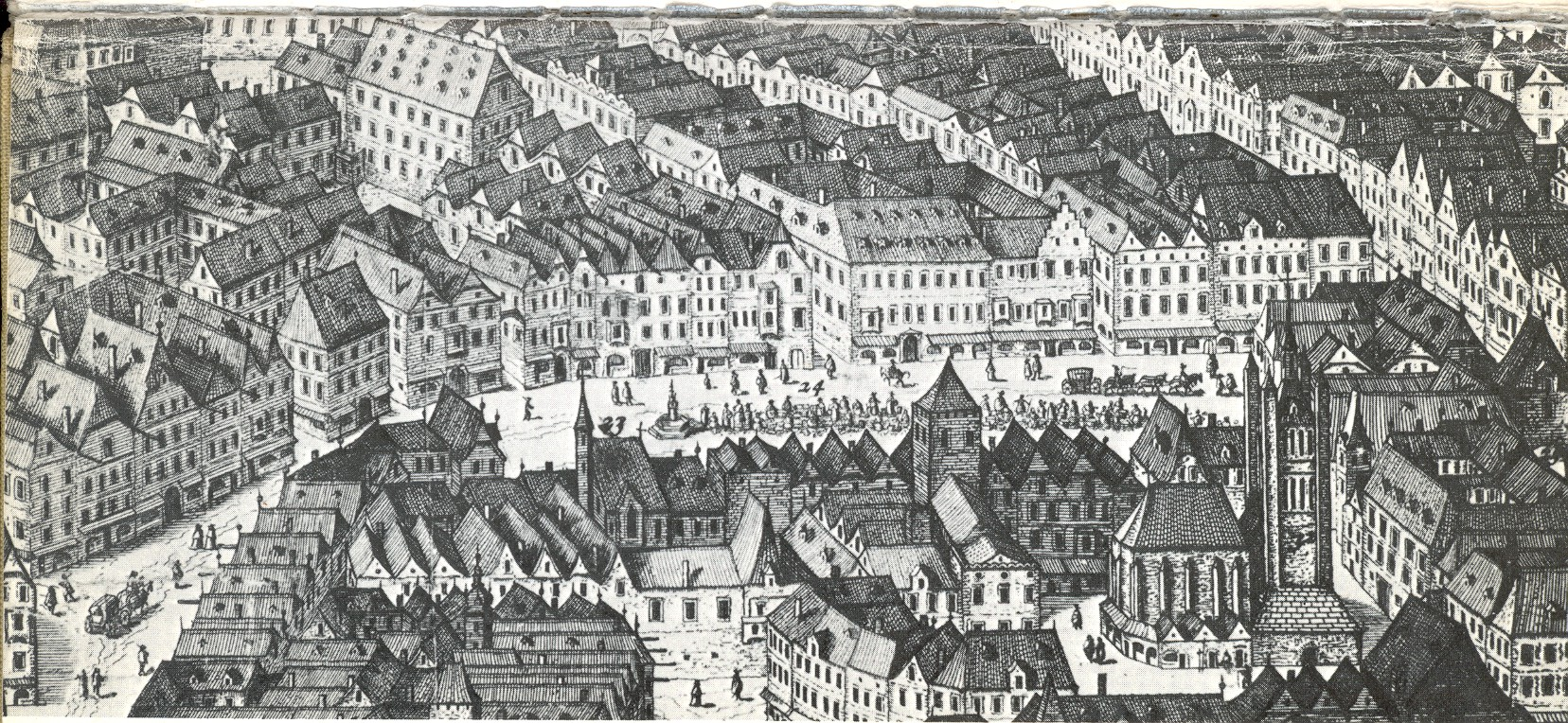
Der Graben vor 1609 (Jacob Hoefnagel)

Der Graben geht schon auf das alte Römerlager Vindobona zurück, wo eine Mauer entlang des heutigen Straßenzugs und der heutigen Naglergasse die südwestliche Umwallung des Kastells bildete, wobei sich davor ein Graben befand. Auch vor der mittelalterlichen, zwei bis drei Meter dicken und sechs Meter hohen Burgmauer war dieser Graben noch immer vorhanden. Am Ende des 12. Jahrhunderts kam es zur babenbergischen Stadterweiterung, die durch das Lösegeld für Richard Löwenherz finanziert wurde. Dabei wurde der Graben – wahrscheinlich mit den Resten der Mauer – zugeschüttet und planiert. Der Graben wurde somit zu einem der ersten Straßenzüge in der Stadterweiterungszone. In diesem Bereich der Stadt waren noch größere unbebaute Gebiete vorhanden, was wohl dazu beigetragen hat, dass der Name Graben bis heute überlebt hat.

### Der Graben im Mittelalter
Die planmäßige Anlage der Stadterweiterung ist auch an den unterschiedlichen Bebauungen nördlich und südlich des Grabens zu erkennen. Die Bebauung an der Nordseite ist bis heute unregelmäßig und es gab nur einen einzigen schmalen Durchgang zur Peterskirche, das so genannte Jungferngässchen. Ein noch heute existierendes Wäschegeschäft Zur schwäbischen Jungfrau, dessen Namen auch auf die dort angesiedelten Schwaben hinweist, wurde bereits 1720 gegründet. Dagegen wurden im 13. Jahrhundert an der Südseite fünf Gassen regelmäßig angelegt, und zwar die Obere Bräunerstraße (heutige Habsburgergasse), die Untere Bräunerstraße (Bräunerstraße), die Färberstraße (Dorotheergasse), die Laderstraße (Spiegelgasse) und die Reifstraße (Seilergasse). Zwar war hier noch recht viel unverbaut, doch änderte sich das rasch.
Laut dem Historiker Karl Oettinger löste die Anlage des Grabens den Straßenzug Hoher Markt–Wipplingerstraße als Hauptverkehrsader ab. Die neue Verbindung führte angeblich von Am Hof über die Bognergasse und den Graben zum Stock-im-Eisen-Platz und bog dort in Richtung Stephansdom ein, um über die Rotenturmstraße die Wollzeile zu erreichen. Der Verkehr musste daher nicht mehr über den Hauptmarkt am Hohen Markt verlaufen. Da aber praktisch alle Wege in der Stadt ihr Ende fanden und es damals kaum einen Grund gab, in Richtung Schottentor zu fahren, ist diese Theorie umstritten.
Am Graben befanden sich damals hauptsächlich Holzhäuser, was am 23. März 1327 zu einer Katastrophe führte. Im Haus des Pfarrers von St. Stephan, Heinrich von Luzern in der Wallnerstraße brach ein Feuer aus, das in kurzer Zeit über den Kohlmarkt den ganzen Graben erfasste und das ganze Gebiet vernichtete. Bei den Rettungsarbeiten war auch König Friedrich der Schöne anwesend. Zwar zählte der Graben damals noch nicht zu einer bevorzugten Lage des Adels, doch wohnten dort offenbar schwäbische Geschlechter, die mit Rudolf I. nach Wien gekommen waren.
Das einzige Gebäude, das aus dieser Zeit bekannt ist, ist der Freisingerhof.
Um die Wende vom 13. ins 14. Jahrhundert wurde der Graben an beiden Enden mit Häusergruppen verbaut. Dadurch entstand am Nordwestende das Paternostergässchen, eine Verlängerung der Naglergasse und am Südostende die Grabengasse und das berüchtigte schmale Schlossergässchen, wo die Schlosser ihre Werkstätten einrichteten. Auch verwandte Handwerker, wie Schmiede, befanden sich dort. Die Enge des Schlossergässchen gab immer wieder Anlass zu Kritik als Verkehrshindernis. Der Graben wurde durch diese Anlage mehr als Platzanlage denn als Straße gesehen. Zu dieser Zeit galt er aber noch nicht als exklusive Adresse, insbesondere, weil in seinem Bereich die so genannte Mörung entsprang, ein offener Bach, der zur Abwasserentsorgung genutzt wurde und einen dementsprechenden Gestank verursachte. Mit der Zeit nahm die Ansiedlung verschiedener Honoratioren jedoch zu, anfänglich vor allem begüterte Bürger der Stadt.

### Der Graben zur Barockzeit
Obwohl die Struktur des Grabens mehr oder weniger gleich blieb, begann sich der Charakter zu wandeln. Geprägt wurde er vor allem durch den Arkadenhof, ein markantes Renaissancegebäude, das erst 1873 dem heutigen Grabenhof weichen musste. Der Graben wurde zum Schauplatz verschiedenster Festivitäten, darunter auch Erbhuldigungsfeiern. Dies veranlasste die ansässigen Hausbesitzer, ihre Gebäude umzubauen und die Fassaden mit reichem Dekor auszustatten. 1701 wurde die alte Peterskirche abgerissen und bis 1708 neu errichtet.

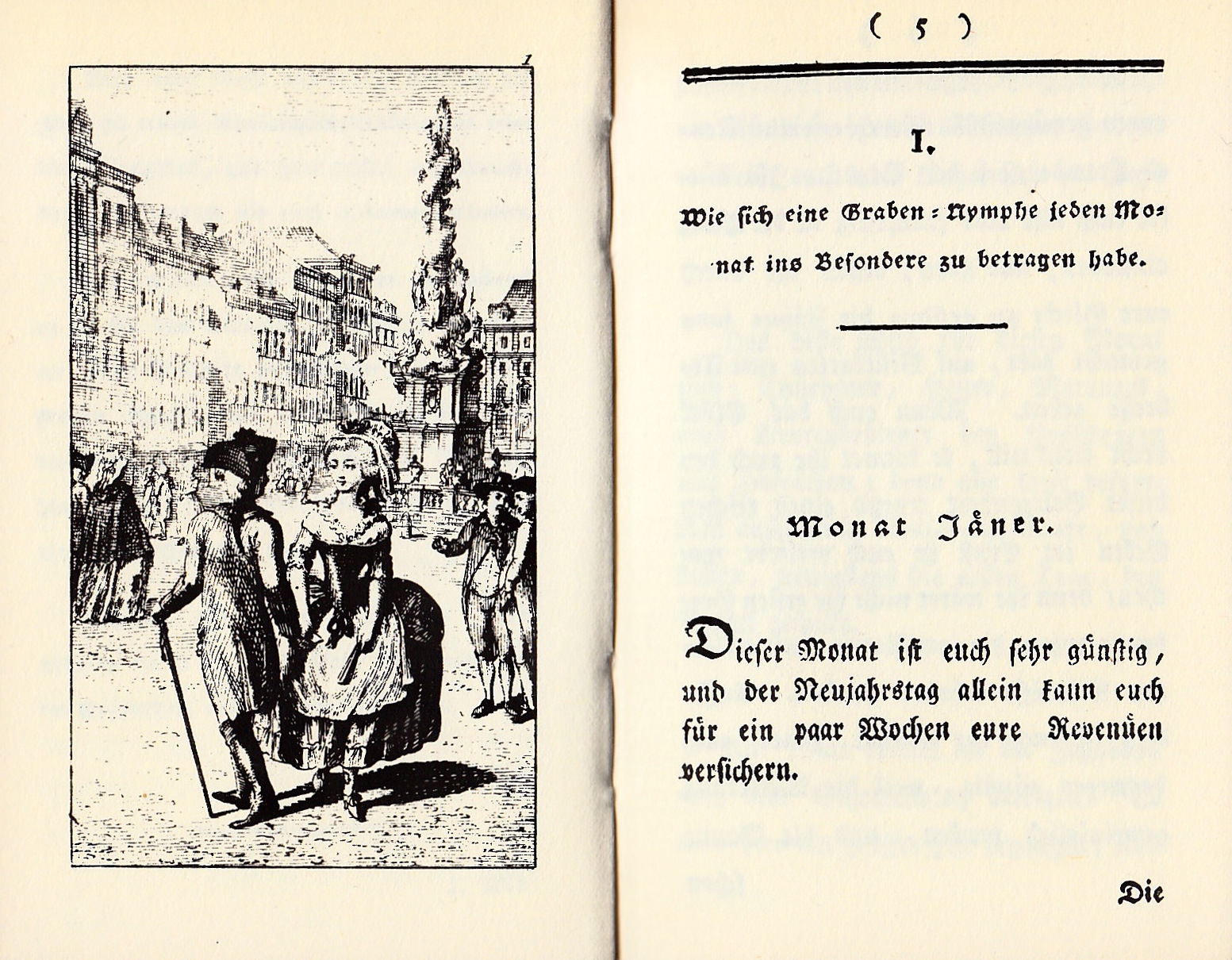
Aus dem Taschenbuch für Grabennymphen, 1787.

Im Verlauf des 18. Jahrhunderts wurde die Marktnutzung zurückgedrängt, 1753 wurden die Grünwarenhändler entfernt und 1772 musste auch der Christkindlmarkt weichen. Der Graben wurde zum Hauptschauplatz des städtischen Lebens und zum bevorzugten Promenadeplatz. Dies beschränkte sich nicht nur auf den Adel, auch der Aufstieg der Unternehmer war zu erkennen, wobei das deutlichste Kennzeichen die Errichtung des Trattnerhofes durch den Buchdrucker Thomas Edler von Trattnern war. Allerdings tauchten auch Prostituierte, die berühmten Graben-Fräule bzw. Graben-Nymphen auf.

### Die Regulierung des Grabens

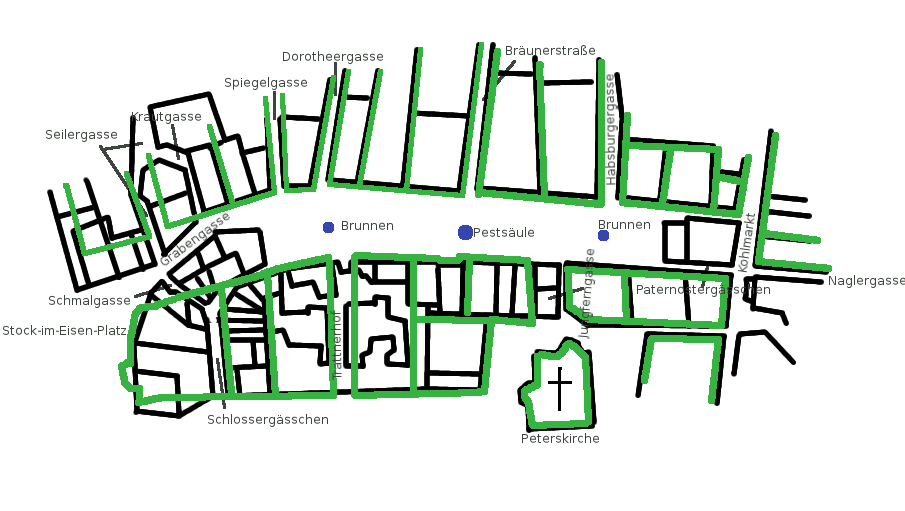
Der Graben vor der Regulierung (schwarz) und heute (grün).

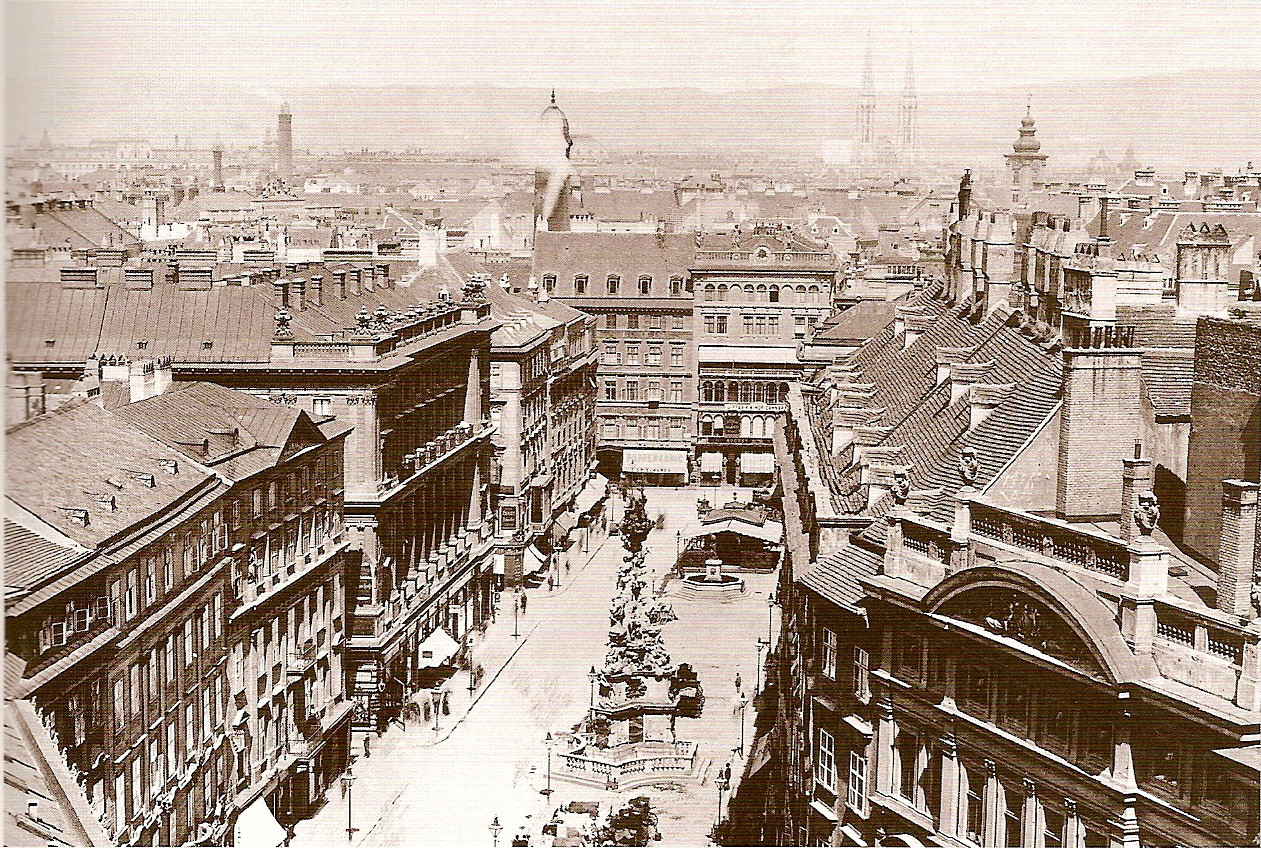
Blick auf den regulierten Graben, vom Stock-im-Eisen-Platz aus in Richtung Kohlmarkt, um 1890.

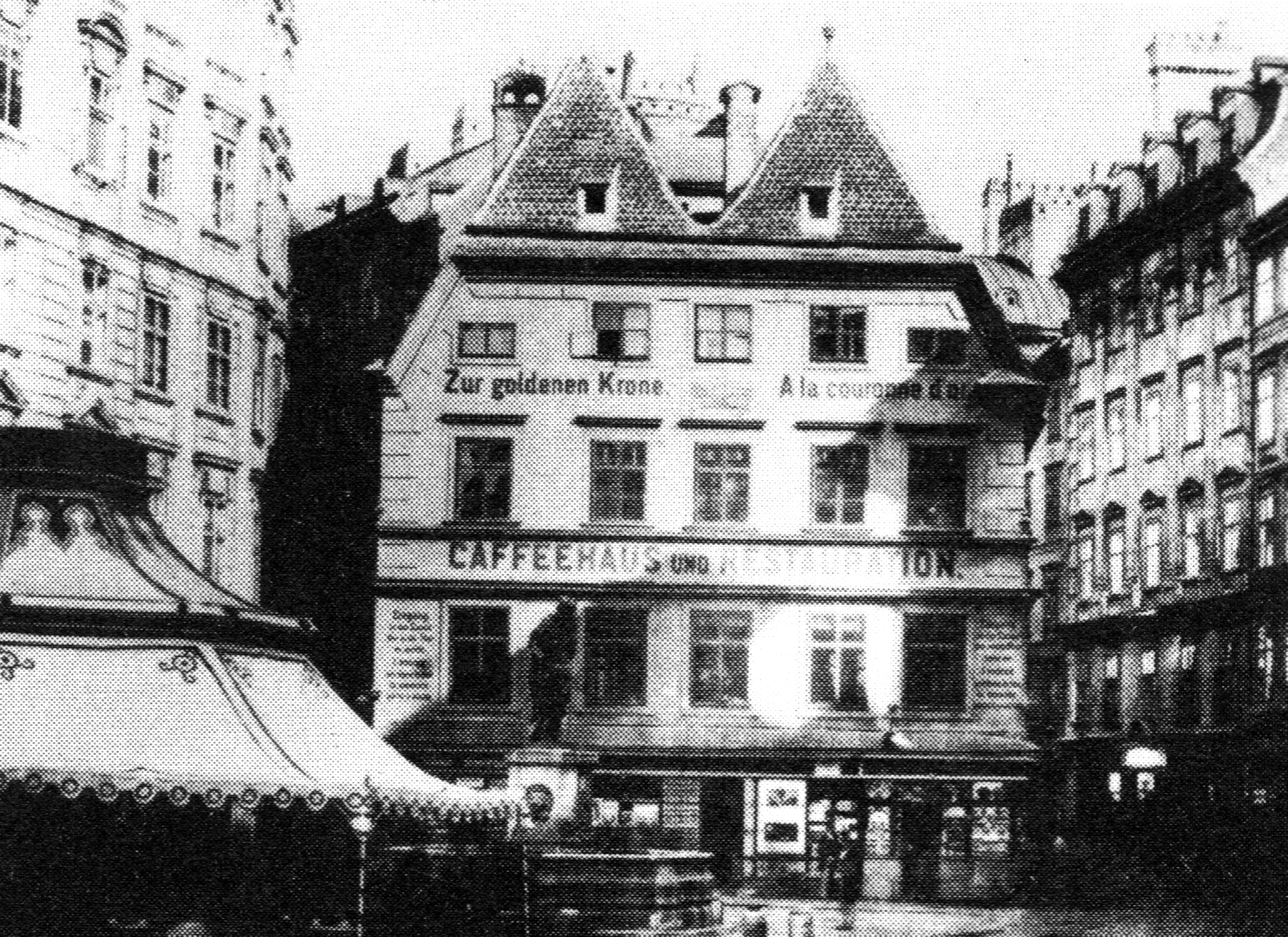
Das Elefantenhaus, bis 1866 der östliche Abschluss des Grabens; links davon die Schlossergasse, rechts die Grabengasse.

Der Aufschwung des Grabens setzte sich zu Beginn des 19. Jahrhunderts fort. Es siedelten sich immer mehr Luxusgeschäfte an, wobei die Läden mit künstlerisch wertvollen Schildern versehen waren. Durch diese Ansiedlungen und den zunehmenden Verkehr wurden die beiden Häuserblöcke an den Enden des Grabens immer mehr zu Hindernissen. Die Erste österreichische Spar-Casse ließ 1835 die Eckhäuser zu den Tuchlauben abreißen und bis 1838 ihr heute noch bestehendes Hauptgebäude errichten. 1840 wurden die Gebäude am Nordwestende des Grabens entfernt. Nach Felix Czeike wurde 1866 begonnen, die Häuser am östlichen Ende zwischen Grabengasse und Schlossergasse (beide aufgelassen) zu entfernen, wodurch der Graben nun direkt in den Stock-im-Eisen-Platz überging und über diesen der freie Blick auf den Stephansplatz möglich wurde. Im 19. Jahrhundert wurden fast alle alten Häuser am Graben, ausgenommen das Palais Bartolotti-Partenfeld, durch Neubauten ersetzt. Die Jungferngasse wurde verbreitert und damit ein offener Zugang zur Peterskirche geschaffen. Der Trattnerhof wurde 1911 durch einen zweiteiligen Neubau ersetzt, der mittig einen (nach dem Hof benannten) Durchgang zur Goldschmiedgasse erhielt.

### Der Graben im 20. und 21. Jahrhundert

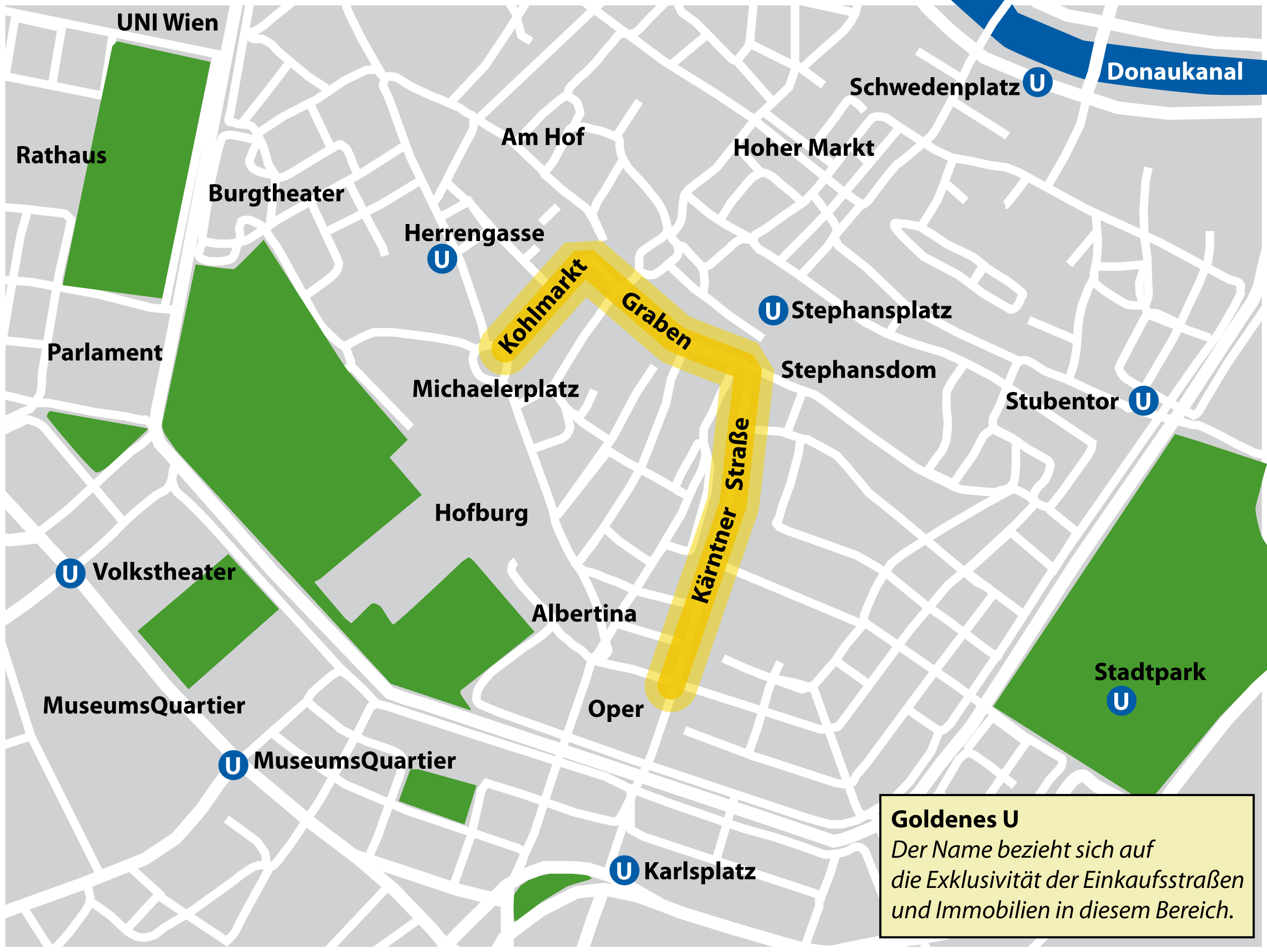
Der Graben ist Teil des Goldenen U.

Der Graben war nun nicht nur ein Ort zum Luxuseinkaufsbummel und für Kaffeepausen, sondern auch stark befahrene Verkehrsfläche. Die Anfang des 20. Jahrhunderts noch eingesetzten Pferdeomnibusse wurden durch Linienautobusse ersetzt, für die der angrenzende Stephansplatz einen Verkehrsknotenpunkt bildete. Pferdefuhrwerke und Fiaker wurden in den 1910er und 1920er Jahren von Autos verdrängt, für die sukzessive immer mehr Platz benötigt wurde. Der Verkehr auf dem Stock-im-Eisen-Platz, Verbindung vom Graben zum Stephansplatz, wurde zuletzt von oben geregelt; die Kabine des Verkehrspolizisten befand sich auf einem hohen Ständer über dem Gewühl. Am 4. Dezember 1950 wurde hier die erste Neonbeleuchtung Wiens in Betrieb genommen.
Nach dem Zweiten Weltkrieg wurden diverse Vorschläge zur Ausgestaltung diskutiert, darunter zwei zur Überdachung des Grabens. Im Mai 1973 begannen, großteils in offener Bauweise, die Arbeiten an der U-Bahn-Station Stephansplatz, wodurch der Graben als Durchfahrt zu anderen Teilen der Altstadt ausfiel. Am 22. November 1971 wurde hier daher, vorerst versuchsweise, die erste Fußgängerzone Wiens eingerichtet. Im Zuge des U-Bahn-Baus wurde der Graben in mehreren Phasen umgebaut und die Fußgängerzone etappenweise erweitert. In diesem Zusammenhang wurden fünf Architekten beziehungsweise Architektenteams mit Vorschlägen zur Ausgestaltung beauftragt. Bei der Gestaltung der Fußgängerzone wurde der Niveauunterschied zwischen früheren Gehsteigen und Fahrbahnen größtenteils beseitigt.
Heute ist der Graben wieder eine der wichtigsten Promenade- und Geschäftsstraßen Wiens. Er wird von Touristen stark frequentiert und in der Sommersaison von Gastronomiebetrieben mit zahlreichen Schanigärten belegt. Gemeinsam mit Kohlmarkt und Kärntner Straße bildet der 200 Meter lange Graben das sogenannte „Goldene U“ an traditionsreichen Altstadt-Einkaufsstraßen, die über gehobenes Angebot verfügen und als Fußgängerzonen gestaltet sind.

## Der Graben als Marktplatz
Der Graben diente schon in frühester Zeit als Marktplatz. Schon 1295, also kurz nachdem der Graben selbst erstmals in Urkunden genannt wurde, wurde der Obsthandel erwähnt. Um 1320 begann der Handel mit Kraut, circa hundert Jahre später auch mit anderem Gemüse. Diese Produkte brachten dem Graben auch die Namen Grüner Markt und Kräutermarkt ein. Ab dem 14. Jahrhundert sind auch Mehl- und Brothändler überliefert. Die Bäcker selbst erhielten erst 1442 wieder die Erlaubnis, große Brote selbst zu backen. Am Graben entstanden so genannte Brotbänke, die die Bäcker mieten mussten. Im Paternostergässchen siedelten sich Paternosterer, also Erzeuger von Rosenkränzen an. ab 1424 sind in den Kammeramtsrechnungen auch Fleischbänke am Graben erwähnt, wobei es strenge Vorschriften über deren Öffnungszeiten gab. Wegen der Geruchsbelästigung sollten nach einem Erlass von Ferdinand I. 1564 die Fleischbänke verlegt werden, doch geschah das nicht vollständig. Im 18. Jahrhundert verlagerte sich die Geschäftstätigkeit immer mehr in die angrenzenden Häuser und 1753 wurde als letzter Markt der Gemüsemarkt aufgelöst.

## Der Graben als Festplatz

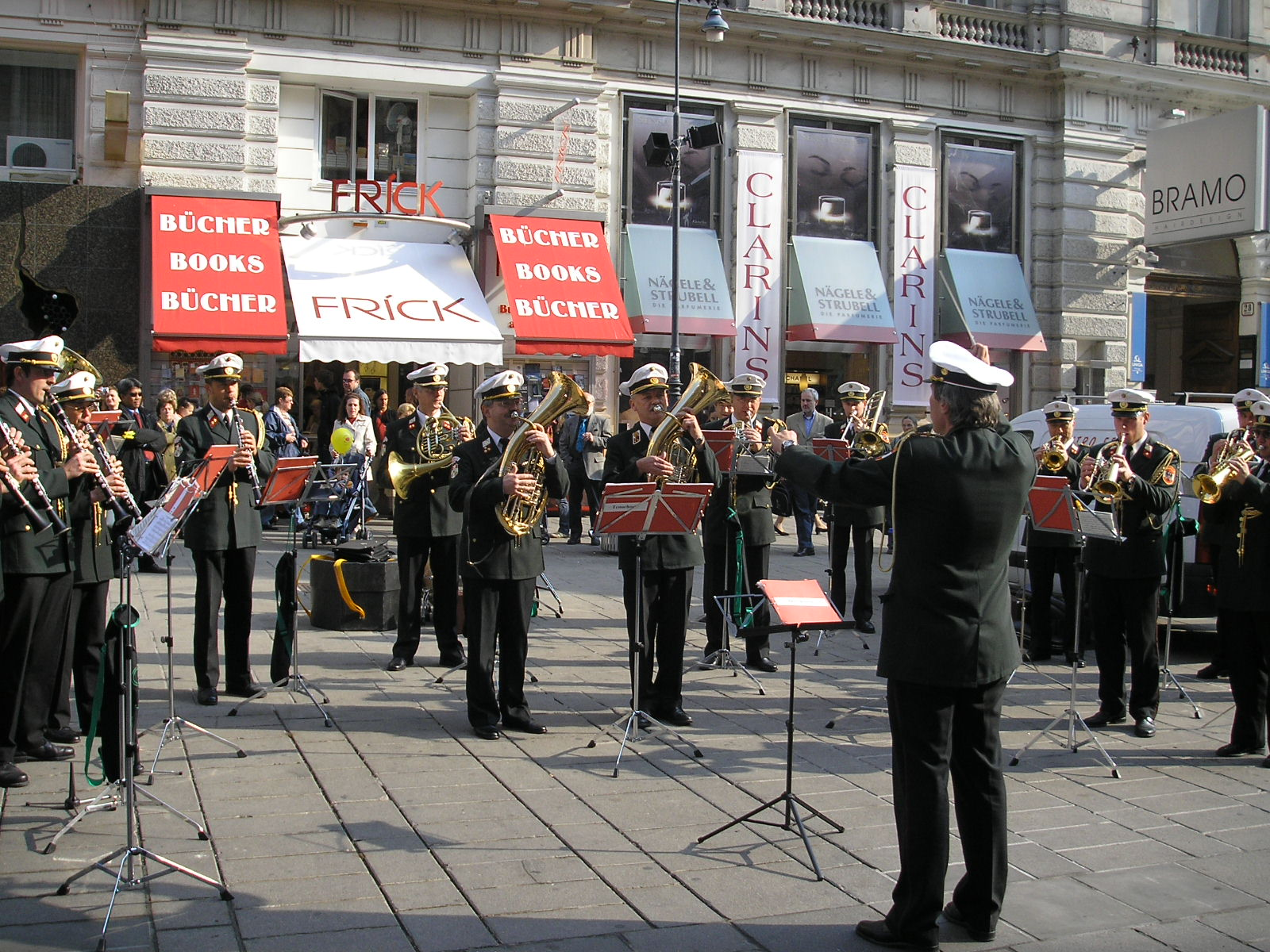
Konzert der Polizei am Graben.

Wegen seiner Lage und seiner Größe eignete sich der Graben besonders für Festumzüge. Seit 1438 sind Fronleichnamsprozessionen bekannt, gegeben dürfte es sie aber schon früher haben. Mit Aufkommen des Protestantismus spielten sie eine ganz besonders wichtige Rolle zur Demonstration des katholischen Glaubens. Zur Zeit von Kaiser Karl VI. fand täglich eine Messe bei der Pestsäule statt. Im 18. Jahrhundert fand fast wöchentlich eine Prozession statt, doch wurde dies von Maria Theresia eingeschränkt, und Joseph II. ließ überhaupt nur mehr die Fronleichnamsprozession übrig.
Der Graben diente aber auch als Platz für Triumphzüge, insbesondere beim Einzug der Erzherzöge und Kaiser. Nachweislich ab 1620 war er immer wieder Schauplatz der Erbhuldigungsfeiern, bei denen die Stände dem Landesherren die Reverenz erwiesen, das erste bekannte Mal bei Ferdinand II.

## Gebäude

### Freisingerhof und Trattnerhof
Der Freisingerhof war der erste Monumentalbau auf dem Graben. Das Hochstift Freising besaß hier einen Grund und ließ wahrscheinlich Ende des 12. Jahrhunderts einen Hof erbauen, dessen Name aber erst 1273 belegt ist. Das unregelmäßige romanische Gebäude diente einerseits als Verwaltungszentrum für die Besitzungen des Stifts in der Umgebung von Wien, andererseits als Unterbringungsmöglichkeit für die Bischöfe von Freising und ihrer diplomatischen Vertreter. Anfänglich wurde es als Dompropsthof bezeichnet, die erste bekannte urkundliche Bezeichnung als Freisingerhof stammt aus dem Jahr 1468. Neben dem Hauptgebäude umfasste der Hof noch einige weitere Häuser der Umgebung.
Der Verleger und Hofbuchdrucker Thomas Trattner Edler von Trattnern kaufte den Hof 1773 an und ließ auf dem Grundstück von Peter Mollner ein für damalige Verhältnisse riesiges Zinshaus bauen, das 1776 vollendet wurde. Die Meinungen über das Gebäude waren geteilt. Einerseits beeindruckte seine schiere Größe, andererseits wurden die vielen kleinen Zimmer und Gewölbe kritisiert. Der Bau war mit Trattnernhof beschriftet, doch setzte sich die Bezeichnung Trattnerhof durch. Die Eingangsportale waren mit Karyatiden von Tobias Kögler geschmückt. Das Haus blieb auch weiterhin im Besitz von Familie Trattner und wurde erst Anfang des 19. Jahrhunderts verkauft. 1911 wurde das Gebäude abgerissen. Nach den Plänen von Rudolf Krausz wurden auf dem Areal zwei Häuser (Graben 29 und 29A) errichtet, die durch eine schmale Gasse getrennt sind, womit erstmals eine zweite Verbindung zum ältesten Teil der Stadt auf öffentlichem Grund entstand. Diese Gasse trägt bis heute den Namen Trattnerhof.

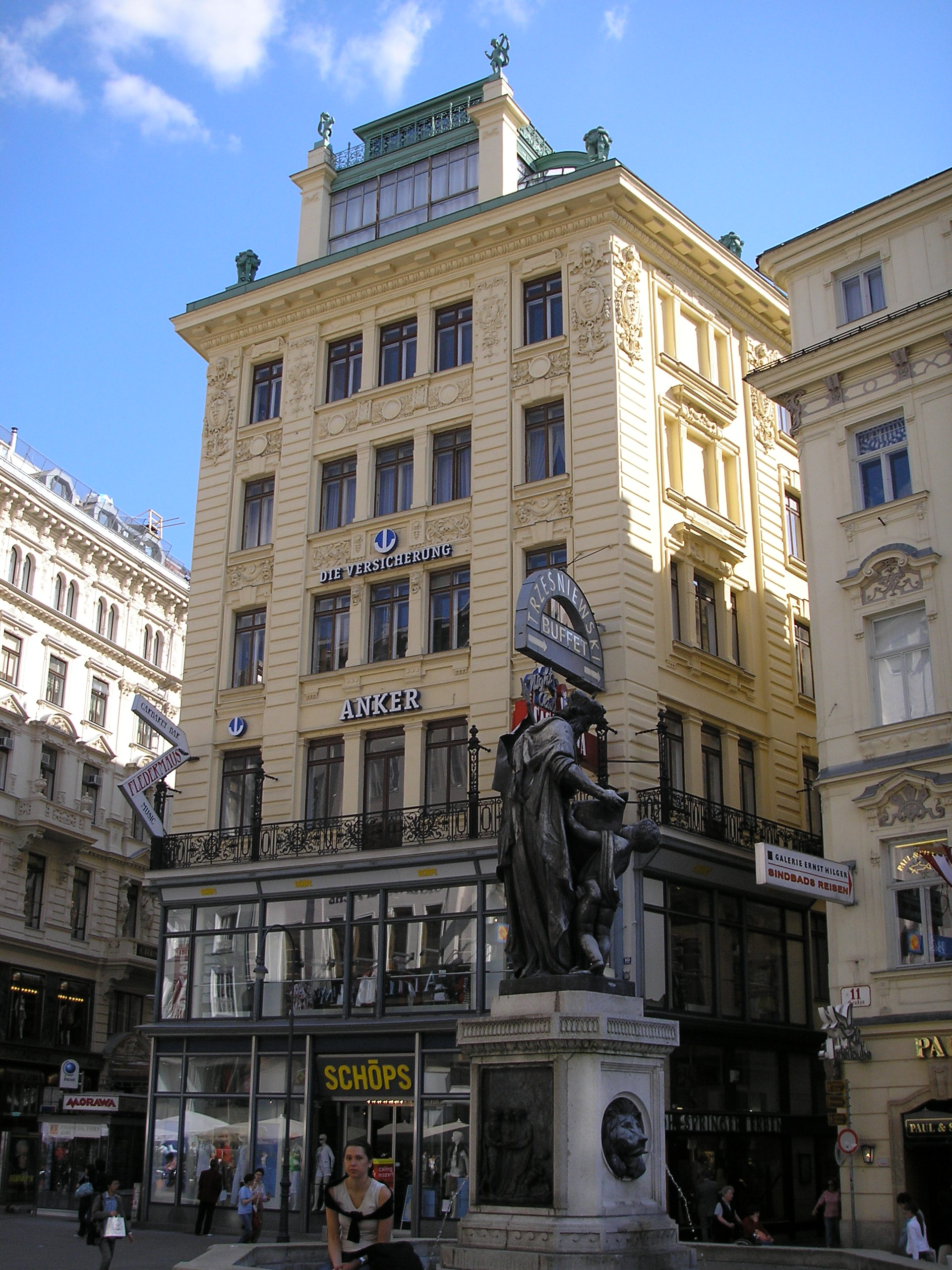
Das Anker-Haus von Otto Wagner.

### Ankerhaus
Dieses Wohnhaus wurde 1894 bis 1895 von Otto Wagner vermutlich für sich selbst errichtet. Der Name leitet sich davon ab, dass der Vorgängerbau 1873 von der Versicherungsanstalt Der Anker angekauft wurde. Die Art des Untergeschoßes mit ihren Glasflächen weist schon auf spätere Baustrukturen hin, wie sie im Stahlbetonbau verwendet werden. Ab 1971 wurde es von Friedensreich Hundertwasser benutzt.

### Palais Bartolotti-Partenfeld

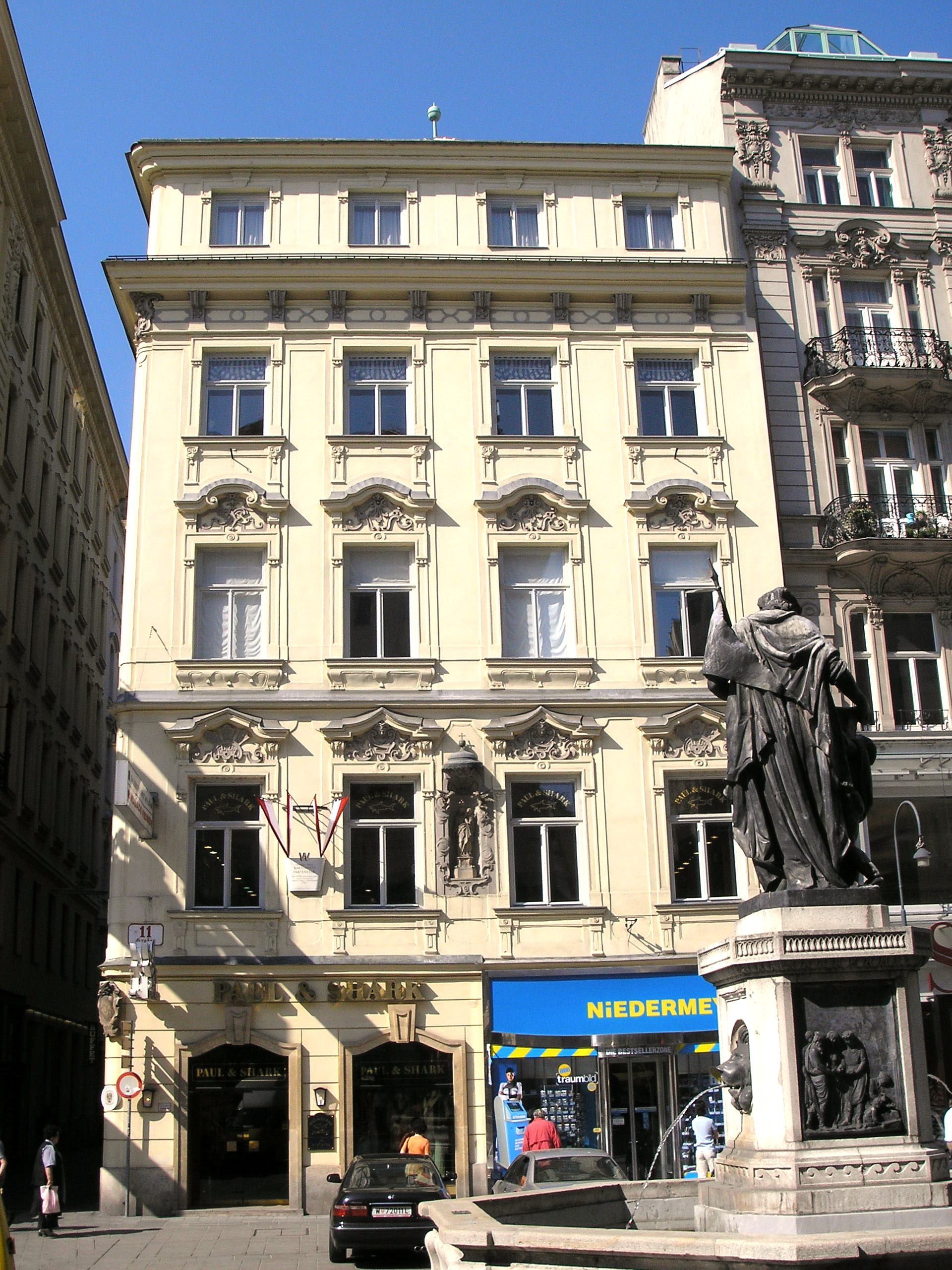
Palais Bartolotti-Partenfeld.

Das Palais der Freiherren Bartolotti von Partenfeld ist das einzige Barockgebäude am Graben, das heute noch existiert. Es wurde um 1720 errichtet und wird Johann Lucas von Hildebrandt zugeschrieben. Die Hauptfront mit zwei Portalen liegt in der Dorotheergasse, im Stiegenhaus befindet sich eine Figur des hl. Johannes von Nepomuk aus dem frühen 18. Jahrhundert. Die Stufen der Hauptstiege und der Wendeltreppe wurden aus dem Kaisersteinbrucher Kaiserstein gefertigt. Bis 1735 war das Palais im Eigentum der Familie Bartolotti, Freiherrn von Partenfeld, die aus dem Venezianischen stammte und 1729 in den Grafenstand erhoben wurde.

### Generalihof
Dieses Gebäude aus den Jahren 1794 bis 1795 von Peter Mollner und Ernest Koch wurde 1831 von Josef Klee umgebaut. Hier war der Sitz der Musikalienhandlung von Leopold Kozeluch, der unter anderem die Werke von Wolfgang Amadeus Mozart verlegte. Ab 1871 war im Gebäude die angesehene Mädchenschule Institut Gunesch der Pädagogin Adele von Gunesch untergebracht. 1894 erwarb die Versicherungsgesellschaft Assicurazioni Generali das Haus und ließ im Jahr darauf die Fassade ändern, außerdem erhielt das Haus einen Attikaaufbau. Im Gebäude befindet sich das Geschäft des prominenten Herrenschneiders Knize, von Adolf Loos gestaltet.

### Grabenhof
Das Gebäude, früher auch Thienemannhof genannt, ist ein Werk von Otto Thienemann und Otto Wagner. Da es von 1873 bis 1874 erbaut wurde, ist es noch von historistischer Prägung. Das Dach wurde 1947 von Alfons Hetmanek ausgebaut.
Der denkmalgeschützte Grabenhof war im Besitz der Österreichischen Beamtenversicherung und wird seit 1991 auch als Ort der kulturellen Begegnung genutzt. Am 18. Juni 1994 wurde eine Gedenktafel für Josef von Sonnleithner enthüllt, der in dem bis 1874 an der Stelle des heutigen Grabenhofes befindlichen Arkadenhaus lebte. Er wurde durch die Gründung der Gesellschaft der Musikfreunde in Wien berühmt.
Im Jahre 2021 kaufte die Wiener Ärztekammer das Gebäude für 327,5 Mio. Euro.

### Erste österreichische Spar-Casse

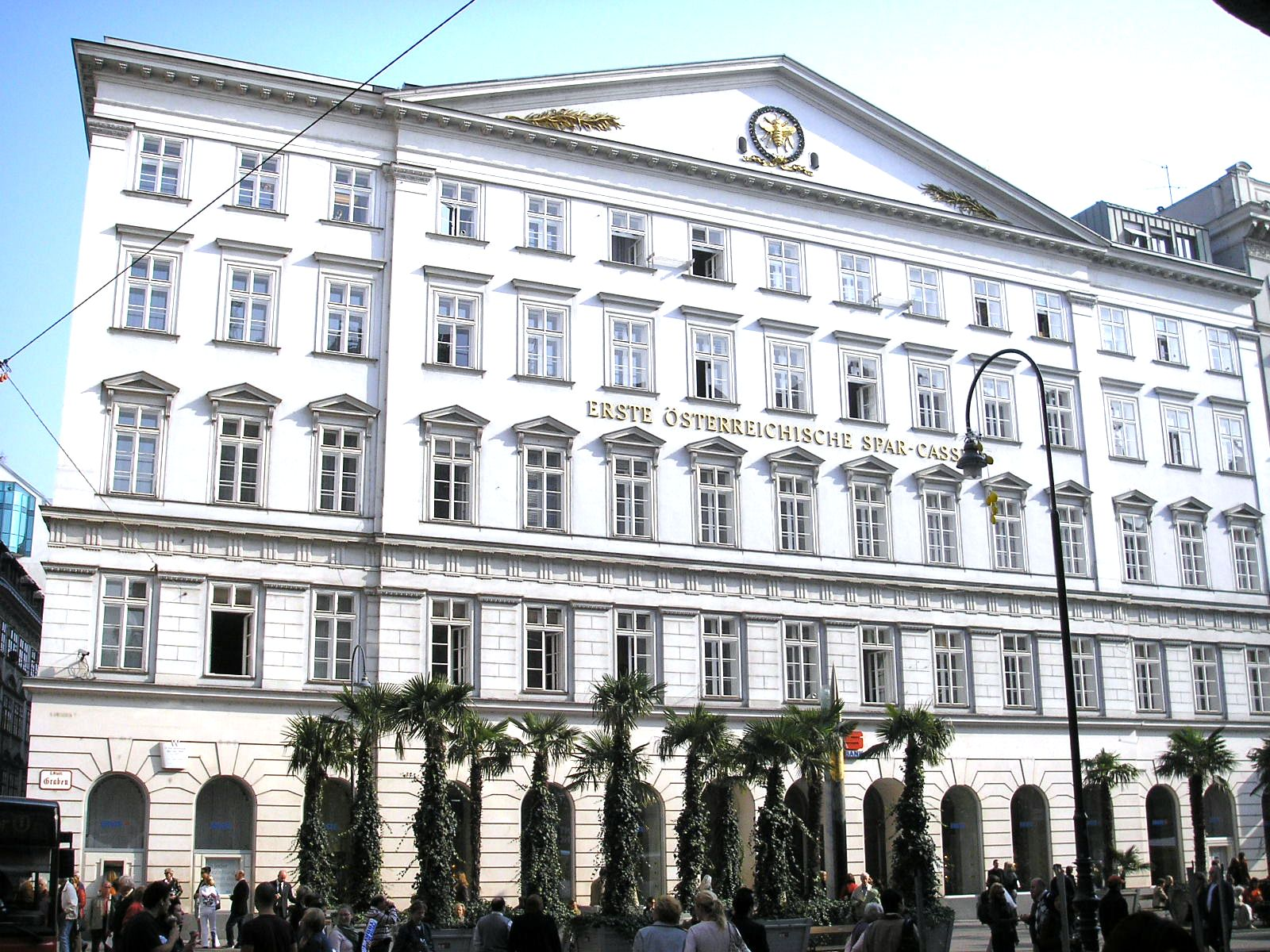
Erste österreichische Spar-Casse.

Die Expansion der 1819 gegründeten Ersten österreichischen Spar-Casse, der ersten in ganz Altösterreich, erforderte in ihrer Anfangszeit mehrmals den Wechsel ihres Hauptquartiers. 1825 zog sie in das Haus Graben 21. Nach dem Ankauf dreier Nachbarhäuser ließ sie diese und das Haus Nr. 21 abreißen, und der Architekt Alois Pichl erbaute von 1835 bis 1839 ein neues großes Gebäude. Bis 2016 ein Umzug zu dem neu erbauten Erste Campus nahe dem Hauptbahnhof Wien erfolgte, war das Gebäude Hauptsitz der international tätigen Erste Group und ihrer Tochtergesellschaft Erste Bank Österreich. Das Gebäude reicht von der Ecke des Grabens zu den Tuchlauben bis zur Jungferngasse (Peterskirche). Im Erdgeschoß befinden sich nach wie vor Bankschalter.
Die internationale Luxus-Hotelkette Rosewood aus Hongkong wird in die historischen Räumlichkeiten der ehemaligen Bank-Zentrale am Wiener Graben einziehen. Der Umbau des Rosewood Vienna hat 2019 begonnen und sollte Ende 2023 fertiggestellt werden.

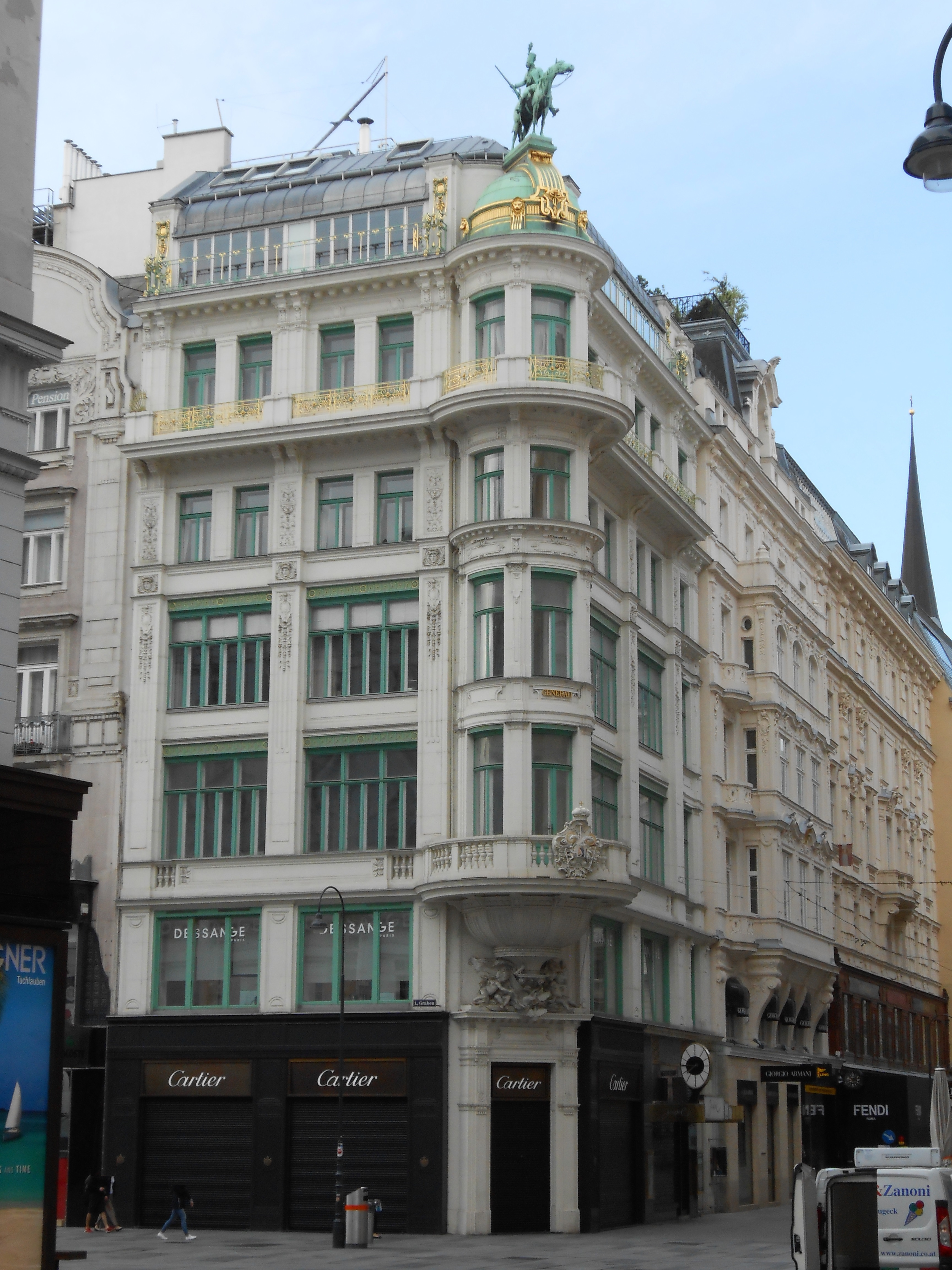
Husarenhaus am Graben 18.

### Geschäfte

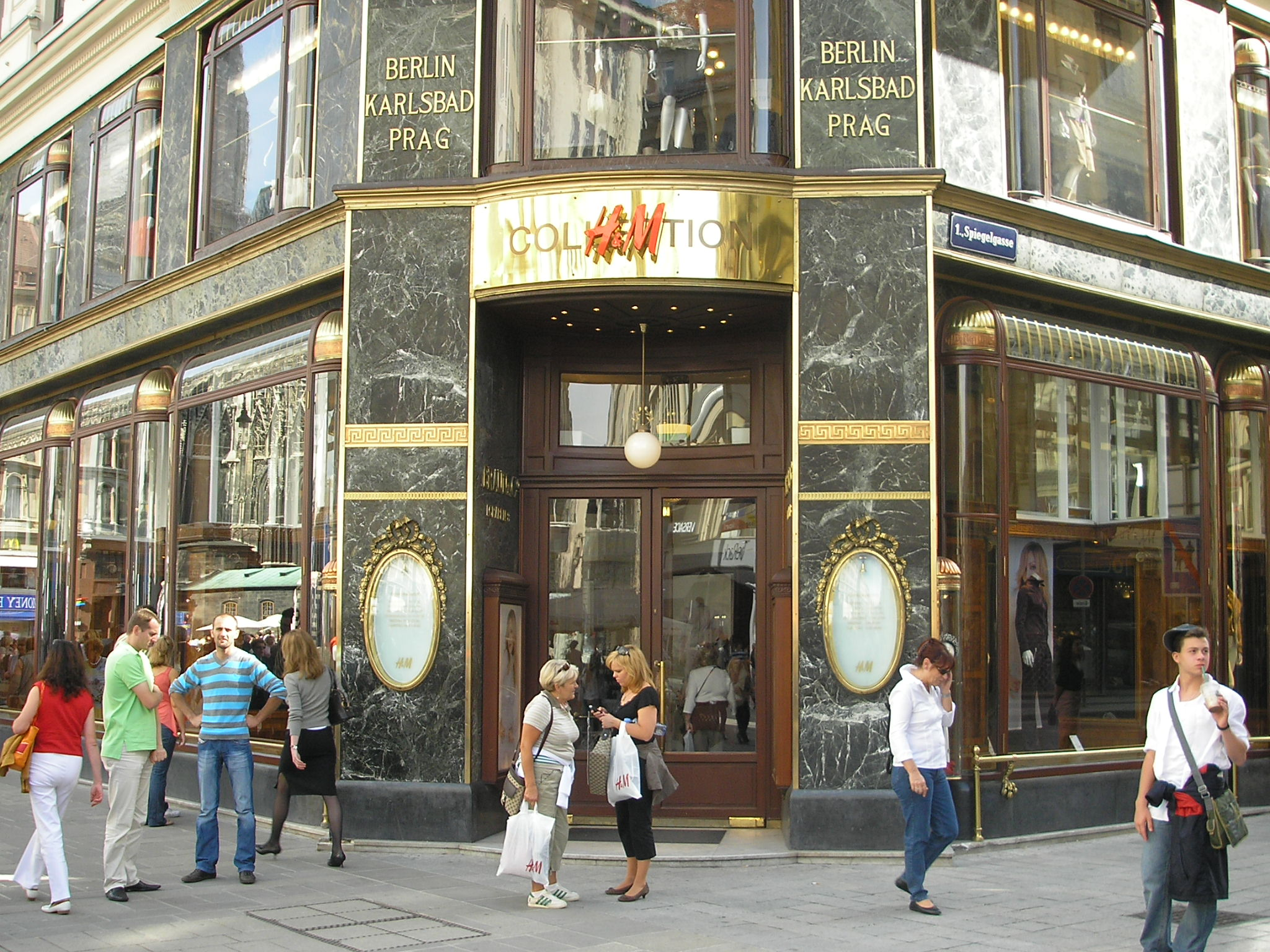
Das alte E. Braun & Co.

Auf Grund der Nähe zur Hofburg und der zentralen Lage mitten in der Altstadt entwickelte sich der Graben im 19. Jahrhundert zu einer Einkaufsstraße für die Oberschicht. Hier siedelten sich, wie in den beiden angrenzenden Straßen Kohlmarkt und Kärntner Straße, mehrere Firmen an, die als k.u.k. Hoflieferanten ausgezeichnet worden waren.
Nach 1918, dem Ende der Monarchie am Ende des verlorenen Ersten Weltkriegs, reduzierte sich die Dichte an Luxus-Geschäften deutlich, nahm jedoch vor allem gegen Ende des 20. Jahrhunderts wieder zu. Allerdings wurden nun in einigen Fällen alteingesessene Familienunternehmen durch „Outlets“ internationaler Marken ersetzt, da deren Betreiber leichter in der Lage waren, die für Geschäftslokale stark gestiegenen Mietzinse aufzubringen.
Das renommierte Bekleidungsunternehmen E. Braun & Co. wurde mit seinem Lokal am Graben 8, Ecke Spiegelgasse, von der Palmers-Kette übernommen; in das Haus zog 2005 die Firma Hennes & Mauritz, die die Tradition des Kleiderverkaufs im Geschäft weiter führt und die historische Inneneinrichtung erhalten ließ. 2008 musste die Konditorei Lehmann am Graben 12, ehemaliger Hoflieferant, ihre Pforten schließen.
Derzeit bestehen unter anderen folgende Geschäftslokale:
- Hauptgeschäft der Porzellanmanufaktur Augarten, ehemaliger Hof-Porzellanhersteller, Stock-im-Eisen-Platz 3, Ecke Spiegelgasse

(Die Hausnummern am Graben beginnen mit 7. Die Nummern davor bestehen nicht mehr, seit die Gebäude am Stock-im-Eisen-Platz separat nummeriert wurden.)
- E. Braun & Co., Graben 8, Ecke Spiegelgasse, k.u.k. Hof-Herrenausstatter. Heute ist dort H&M Exklusiv angesiedelt.
- Kürschnerei Liska, Graben 12
- Albin Denk, Graben 13, Hof-Porzellanlieferant
- Anton Heldwein, Graben 13, Hof-Juwelier
- Kniže & Comp., Graben 13, Ecke Bräunerstraße, Hofschneider
- J.B. Filz’s Sohn, Graben 13, Hof-Parfumeur
- Julius Meinl am Graben Delikatessen, Restaurant, Graben 20, Ecke Naglergasse
- Erste Bank, Graben 21, Ecke Tuchlauben
- Zur Schwäbischen Jungfrau, Graben 26, Hof-Wäschelieferant
- Nägele & Strubell, Graben 27, Hof-Parfumeur
- Wilhelm Frick Buchhandlung, Graben 27, Hof-Buchhandlung
- Uhrmachermeister Hübner, Graben 28
- Altmann & Kühne, Graben 30, Konfiserie

## Andere Bauwerke

### Pestsäule

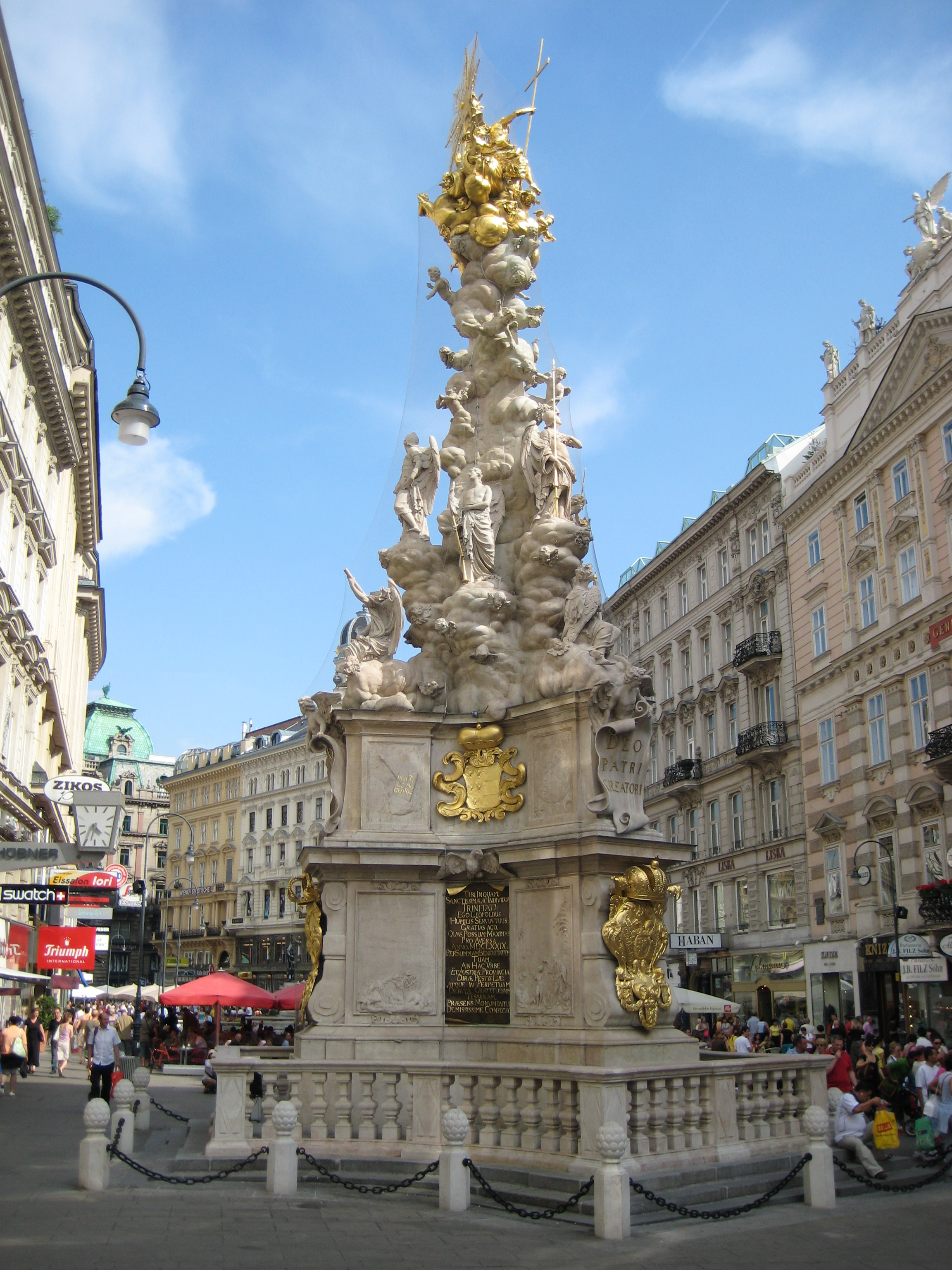
Pestsäule.

Anlässlich der Beendigung einer Pestepidemie im Jahr 1679 gelobte Kaiser Leopold I. die Errichtung einer Gnadensäule zu Ehren der heiligen Dreifaltigkeit. Noch im selben Jahr wurde mit der Errichtung begonnen, es kam jedoch zu zahlreichen Änderungen in der Planung und zum Wechsel der beteiligten Künstler. Erst 1692 wurde die Säule unter der Leitung von Paul Strudel vollendet.
Die fast 19 m hohe Säule weist ein komplexes ikonographisches Programm auf, in dem die Dreizahl eine besondere Rolle spielt. Es dient nicht nur der Verherrlichung der Dreifaltigkeit, sondern auch den politischen Zielen Leopolds.
Die Wiener Pestsäule war stilprägend und wurde in der ganzen Monarchie nachgeahmt.

### Grabenbrunnen

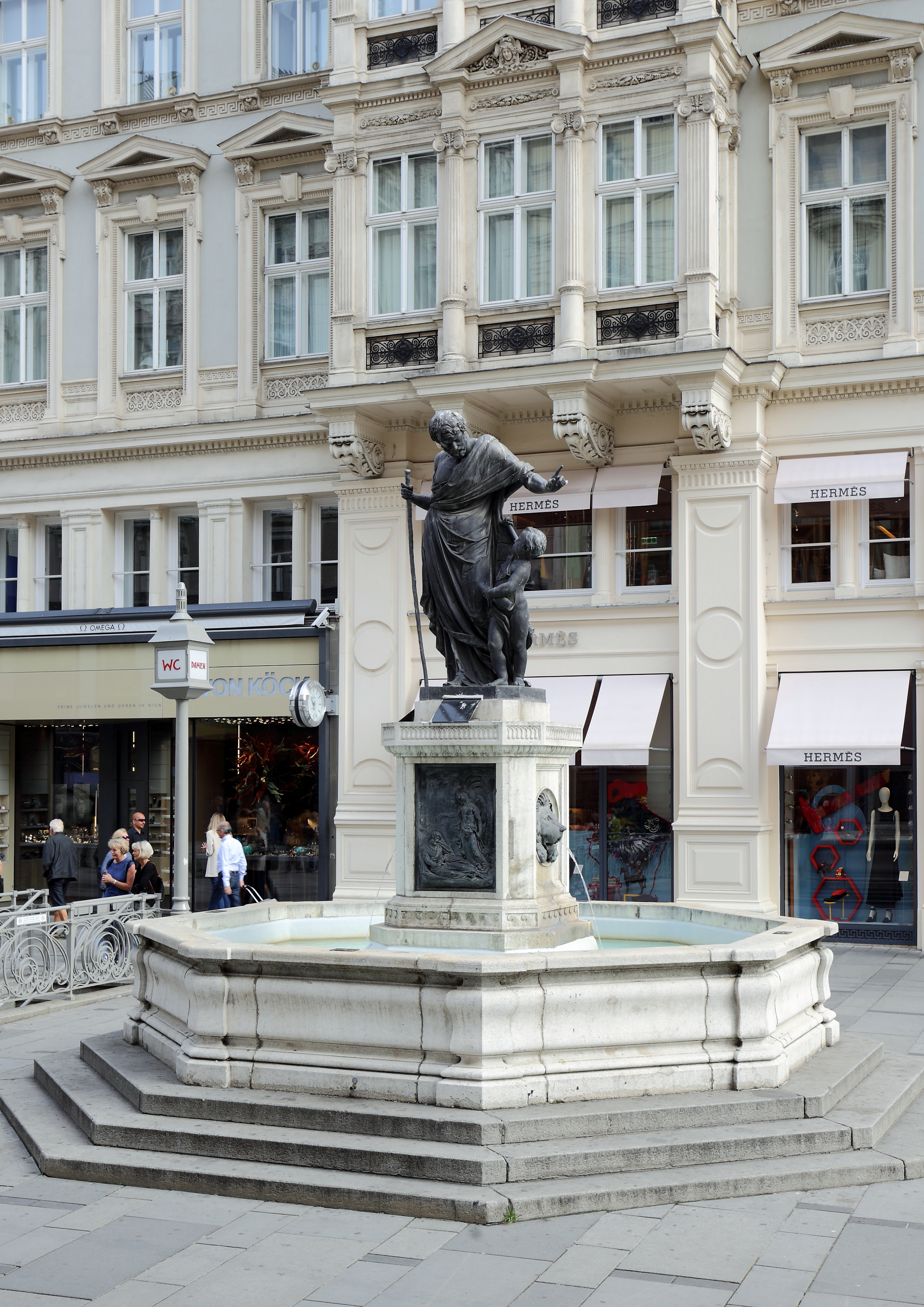
Josefsbrunnen.

Auf dem Graben befinden sich zwei Brunnen. In den städtischen Rechnungsbüchern waren schon 1455 Ausgaben für einen Brunnen zu finden, dessen Wasser in Röhren vom Garten der Hofburg hergeleitet wurde, das steinerne Brunnenhaus war von der Bildsäule des Hl. Florian bekrönt. Die Florianstatue gibt einen Hinweis auf den Zweck des Brunnens, er diente in erster Linie zum Löschen auftretender Feuersbrünste. Den vom Steinmetzmeister Hanns (Puchsbaum) geschaffenen Brunnen zierten vier Löwenköpfe, deshalb bezeichnete man ihn bald als Löwenbrunnen. Er stand an der Westseite des Grabens vor dem Haus „Zum goldenen Hirschen“. Neben Meister Hanns wurde noch Meister Augustin Ratsmid namentlich genannt, er schuf die Löwenköpfe.
Als man 1638 beschloss, eine neue Feuerordnung einzuführen, befand es die niederösterreichische Regierung für notwendig, neue Röhrenbrunnen auf der Freyung und dem Graben zu errichten. Es erging ein Steinmetzauftrag an Meister Hieronymus Bregno mit seinem Gesellen Francesco della Torre, aus dem kaiserlichen Steinbruch am Leithaberg, welcher für seine Arbeiten vermutlich Kaiserstein verwendete. Für diesen Brunnen gestaltete der Bildhauer Johann Jacob Pock ein Jupiter-Standbild.
Auf dem Gegenstück beim Haus „Zum schwarzen Elefanten“ befand sich keine Figur, man kann den Aufbau am ehesten mit einer gotischen Fiale vergleichen. Der (südöstliche) Brunnen stammt vermutlich von 1561.
Auf Wunsch von Kaiser Leopold I. wurden die Brunnen 1680 mit Standbildern der Heiligen Joseph und Leopold versehen, die vom Bildhauer Johann Frühwirth angefertigt wurden. Diese wurden 1804 durch Bleifiguren von Johann Martin Fischer ersetzt. Die Statuen von Frühwirth sind seither verschollen. Beide gegenwärtigen Brunnen sind aus Wöllersdorfer Stein gehauen. Sie sind unter den Namen Josefsbrunnen und Leopoldsbrunnen bekannt.
Unterhalb des Josefsbrunnens befindet sich Wiens älteste unterirdische Bedürfnisanstalt, die Öffentliche Bedürfnisanstalt am Graben.

## Verkehr

Der Graben vor der Umgestaltung (1973).

Inwiefern der Graben im Mittelalter ein Hauptverkehrsweg war, ist unklar (siehe oben). Durch die Verbauung an beiden Enden war er aber dazu ungeeignet. Ab dem 19. Jahrhundert gehörte er allerdings schon vor der Motorisierung zu den meistbefahrenen Straßen in Wien, wobei meist die südwestliche Seite genutzt wurde. Im 19. Jahrhundert befanden sich zahlreiche Plätze für Fiaker und Stellwagen am Graben.
Die erste mit Akkumulatoren betriebene Buslinie der städtischen Stellwagenunternehmung verkehrte ab 1. März 1912 vom Stephansplatz über den Graben zur Volksoper. In der Folge verkehrten zahlreiche Buslinien über den Graben. Im Zusammenhang mit dem auf dem Stephansplatz 1973 begonnenen U-Bahn-Bau wurde der Graben ab 1974 zu einer Fußgängerzone umgestaltet. Als Testlauf war zuvor im Zusammenhang mit dem Weihnachtskorso am 27. November 1971 hier die erste Fußgängerzone Wiens eingerichtet worden, die nur von Fiakern befahren werden durfte (siehe Abbildung von 1973). Das endgültige Projekt zur Ausgestaltung stammt von Wilhelm Holzbauer und Team und konnte 1978 realisiert werden. 1988 wurde auch das letzte Stück zwischen Jungferngasse und Kohlmarkt einbezogen, die Querung von der Habsburgergasse zur Jungferngasse wird aber von kleinen Citybussen befahren.
Unter dem Graben verläuft seit 1991 die U-Bahn-Linie U3. Die U3-Trasse in der 1978 eröffneten Station Stephansplatz wurde im Rohbau schon beim Bau der U1 errichtet, so dass der weitere Verlauf unter dem Graben ein Zwangspunkt war. Ein Aufgang aus dieser Station führt auf den Graben. Der Aufgang ist nicht überdacht, da man das Stadtbild möglichst schonen wollte; sein Einbau in eines der angrenzenden Häuser war wegen viel zu hoher Ablöseforderungen nicht möglich.